# Eduard Kazura
Eduard Piatrowicz Kazura (biał. Эдуард Пятровіч Казура, ros. Эдуард Петрович Казуро, Eduard Piotrowicz Kazuro; ur. 2 maja 1949 w Siergiejewiczach w rejonie postawskim) – białoruski inżynier, kołchoźnik i polityk, w latach 2008–2012 deputowany do Izby Reprezentantów Zgromadzenia Narodowego Republiki Białorusi IV kadencji.

## Życiorys
Urodził się 1 czerwca 1961 roku we wsi Siergiejewicze, w rejonie postawskim obwodu mołodeczańskiego Białoruskiej SRR, ZSRR. Ukończył Leningradzki Instytut Gospodarstwa Wiejskiego ze specjalnością „Mechanizacja gospodarki wiejskiej”, a także Akademię Zarządzania przy Prezydencie Republiki Białorusi ze specjalnością „Zarządzanie państwowe i miejscowe”. Pracę rozpoczął jako brygadier brygady ciągników. Odbył służbę wojskową w szeregach Armii Radzieckiej. Następnie pracował jako główny inżynier kołchozu „Rodina”, zastępca przewodniczącego kołchozu im. Miczurina w rejonie postawskim, instruktor wydziału organizacyjnego Postawskiego Komitetu Rejonowego Komunistycznej Partii Białorusi, przewodniczący kołchozu „Oktiabr′”, naczelnik mobilnej zmechanizowanej kolumny Postawskiej Rejonowej Techniki Rolno-Przemysłowej, dyrektor Postawskiego Zakładu Mleczarskiego, pierwszy zastępca przewodniczącego, kierownik Urzędu Gospodarki Wiejskiej i Żywności, przewodniczący Postawskiego Rejonowego Komitetu Wykonawczego.
27 października 2008 roku został deputowanym do Izby Reprezentantów Zgromadzenia Narodowego Republiki Białorusi IV kadencji z Postawskiego Okręgu Wyborczego Nr 29. Pełnił w niej funkcję członka Stałej Komisji ds. Budownictwa Państwowego, Samorządu Lokalnego i Przepisów. Od 13 listopada 2008 roku był członkiem Narodowej Grupy Republiki Białorusi w Unii Międzyparlamentarnej.

## Odznaczenia
- Medal Jubileuszowy „Za Żołnierską Dzielność. Na Pamiątkę 100-lecia Narodzin Włodzimierza Iljicza Lenina” (ZSRR)[1].

## Życie prywatne
Eduard Kazura jest żonaty, ma syna i córkę.